# Karl zu Carolath-Beuthen
Karl Ludwig Erdmann Ferdinand 5. Fürst zu Carolath-Beuthen, Reichsgraf von Schönaich, Freiherr von Beuthen (* 14. Februar 1845 in Dresden; † 6. Juli 1912 in Homburg vor der Höhe) war ein freier Standesherr und Politiker.

## Familie
Karl zu Carolath-Beuthen stammte aus dem Niederlausitzer-Schlesischen Adelsgeschlecht Schoenaich-Carolath und war Sohn von Ludwig Ferdinand Karl Erdmann Alexander Deodatus zu Carolath-Beuthen (1811–1862) und der Wanda, geb. Henckel von Donnersmarck (1826–1907). Er selbst war in erster Ehe seit 1866 mit Elisabeth Gräfin von Hatzfeldt zu Trachenberg (1839–1914) der späteren Lebensgefährtin Herbert von Bismarcks verheiratet. Im Jahr 1881 wurde die Ehe geschieden, doch verzichtete Bismarck auf Druck seines Vaters, des Reichskanzlers, auf die Ehe mit der geschiedenen Katholikin.
Der spätere Admiralitätsrat Paul Felisch berichtet in seinen Memoiren von einer Intervention des Justizministeriums in das Scheidungsverfahren zugunsten des Fürsten zu Carolath-Beuthen:

„Wegen dieses Vorkommnisses […] war die Ehe des Fürsten geschieden worden. Kennzeichnend ist übrigens, dass die Fürstin in ihrem Ehevertrage sich ausbedungen hatte, dass sie auch im Falle einer Scheidung wegen eigener Schuld eine jährliche Zahlung von – ich glaube mich der Summe bestimmt zu erinnern – 10.000 Mark erhalten habe. Im Justizministerium teilte man mir nunmehr mit, dass man wegen dieser Verhältnisse einen Richter nach Carolath setzen wolle, der dem Fürsten gegenüber mit Nachdruck die richterlichen Interessen wahren werde und zwar umso mehr, als auch die schwierigen Majoratsverhältnisse ein sicheres Auftreten erforderlich machten. […] Die Aussprache endete damit, dass ich dem Staatssekretär zugeführt wurde, der mich als neuen Amtsrichter von Carolath beglückwünschte.“

Karl und Elisabeth hatten eine Tochter:
- Karoline Elisabeth Oktavie Sibylla Margarete (* 17. Mai 1867; † 21. September 1911) ⚭ 24. Oktober 1894 Graf Hans von Königsmarck (* 5. Mai 1865; † 9. März 1943), Sohn von Carl von Königsmarck

In zweiter Ehe war er seit 1886 mit Katharina Gräfin von Reichenbach-Goschütz (* 10. März 1861; † 9. November 1941) verheiratet. Das Paar hatte mehrere Kinder:
- Wanda Maria-Rosa Luise Aline Helene (* 13. Februar 1887; † 1. Februar 1968) ⚭  22. September 1912 Friedrich Karl von der Schulenburg (* 14. Juli 1881; † 12. August 1918), gefallen bei Foucaucourt
- Katharina Margarete Karoline Friederike (* 4. Juni 1889; † 13. April 1968) ⚭  14 Aug 1920 Theodor von Lieres und Wilkau (* 7. Januar 1877; † 31. Dezember 1937)
- Hans-Karl Erdmann Ludwig Hugo Heinrich Ferdinand (* 9. August 1892; † 15. September 1933), 6. Fürst zu Carolath-Beuthen ⚭ 21. April 1920 Irene von Anderten (* 6. Januar 1897; † 1. Oktober 1948)

## Leben
Nach dem Besuch der Klosterschule Roßleben trat er in die preußische Armee ein. Er diente im 1. Rheinischen Husarenregiment Nr. 7. Nach Erreichen der Volljährigkeit 1866 quittierte er den Dienst als Premierleutnant À la suite und widmete sich der Verwaltung seiner Ländereien.
Carolath-Beuthen war Mitglied der freikonservativen Partei. Zwischen 1871 und 1881, sowie zwischen 1887 und 1890 gehörte er dem Deutschen Reichstag an. Mitglied im Preußischen Herrenhaus war er ab 1875. Im Jahr 1906 erhielt er den Charakter eines Generalmajors.